# National Register of Historic Places in Illinois

Karte der Countys von Illinois und Verteilung der NRHP-Einträge

Diese Tabelle enthält alle Listen, in denen die Einträge im National Register of Historic Places in den 102 Countys des US-amerikanischen Bundesstaates Illinois aufgeführt sind.

## Anzahl der Objekte und Distrikte nach County
|       | \| \| County \| Liste der Einträge in das NRHP im County \| Anzahl \| \| ----- \| ----------- \| ---------------------------------------------------- \| ------- \| \| 1 \| Adams \| NRHP-Einträge im Adams County \| 26 \| \| 2 \| Alexander \| NRHP-Einträge im Alexander County \| 7 \| \| 3 \| Bond \| NRHP-Einträge im Bond County \| 2 \| \| 4 \| Boone \| NRHP-Einträge im Boone County \| 6 \| \| 5 \| Brown \| NRHP-Einträge im Brown County \| 2 \| \| 6 \| Bureau \| NRHP-Einträge im Bureau County \| 13 \| \| 7 \| Calhoun \| NRHP-Einträge im Calhoun County \| 6 \| \| 8 \| Carroll \| NRHP-Einträge im Carroll County \| 9 \| \| 9 \| Cass \| NRHP-Einträge im Cass County \| 2 \| \| 10 \| Champaign \| NRHP-Einträge im Champaign County \| 58 \| \| 11 \| Christian \| NRHP-Einträge im Christian County \| 5 \| \| 12 \| Clark \| NRHP-Einträge im Clark County \| 8 \| \| 13 \| Clay \| NRHP-Einträge im Clay County \| 5 \| \| 14 \| Clinton \| NRHP-Einträge im Clinton County \| 3 \| \| 15 \| Coles \| NRHP-Einträge im Coles County \| 20 \| \| 16.1 \| Cook \| NRHP-Einträge im Cook County (Chicago-Zentrum) \| 114 \| \| 16.2 \| Cook \| NRHP-Einträge im Cook County (Chicago-Nord) \| 83 \| \| 16.3 \| Cook \| NRHP-Einträge im Cook County (Chicago-West) \| 57 \| \| 16.4 \| Cook \| NRHP-Einträge im Cook County (Chicago-Süd) \| 80 \| \| 16.5 \| Cook \| NRHP-Einträge im Cook County (außerhalb von Chicago) \| 175 \| \| 16 \| Cook gesamt \| NRHP-Einträge im Cook County \| 509 \| \| 17 \| Crawford \| NRHP-Einträge im Crawford County \| 7 \| \| 18 \| Cumberland \| NRHP-Einträge im Cumberland County \| 3 \| \| 19 \| DeKalb \| NRHP-Einträge im DeKalb County \| 15 \| \| 20 \| DeWitt \| NRHP-Einträge im DeWitt County \| 2 \| \| 21 \| Douglas \| NRHP-Einträge im Douglas County \| 2 \| \| 22 \| DuPage \| NRHP-Einträge im DuPage County \| 40 \| \| 23 \| Edgar \| NRHP-Einträge im Edgar County \| 8 \| \| 24 \| Edwards \| NRHP-Einträge im Edwards County \| 1 \| \| 25 \| Effingham \| NRHP-Einträge im Effingham County \| 2 \| \| 26 \| Fayette \| NRHP-Einträge im Fayette County \| 4 \| \| 27 \| Ford \| NRHP-Einträge im Ford County \| 5 \| \| 28 \| Franklin \| NRHP-Einträge im Franklin County \| 3 \| \| 29 \| Fulton \| NRHP-Einträge im Fulton County \| 43 \| \| 30 \| Gallatin \| NRHP-Einträge im Gallatin County \| 7 \| \| 31 \| Greene \| NRHP-Einträge im Greene County \| 13 \| \| 32 \| Grundy \| NRHP-Einträge im Grundy County \| 7 \| \| 33 \| Hamilton \| NRHP-Einträge im Hamilton County \| 4 \| \| 34 \| Hancock \| NRHP-Einträge im Hancock County \| 9 \| \| 35 \| Hardin \| NRHP-Einträge im Hardin County \| 5 \| \| 36 \| Henderson \| NRHP-Einträge im Henderson County \| 4 \| \| 37 \| Henry \| NRHP-Einträge im Henry County \| 16 \| \| 38 \| Iroquois \| NRHP-Einträge im Iroquois County \| 5 \| \| 39 \| Jackson \| NRHP-Einträge im Jackson County \| 17 \| \| 40 \| Jasper \| NRHP-Einträge im Jasper County \| 1 \| \| 41 \| Jefferson \| NRHP-Einträge im Jefferson County \| 2 \| \| 42 \| Jersey \| NRHP-Einträge im Jersey County \| 19 \| \| 43 \| Jo Daviess \| NRHP-Einträge im Jo Daviess County \| 17 \| \| 44 \| Johnson \| NRHP-Einträge im Johnson County \| 2 \| \| 45 \| Kane \| NRHP-Einträge im Kane County \| 67 \| \| 46 \| Kankakee \| NRHP-Einträge im Kankakee County \| 13 \| \| 47 \| Kendall \| NRHP-Einträge im Kendall County \| 9 \| \| 48 \| Knox \| NRHP-Einträge im Knox County \| 7 \| \| 49 \| LaSalle \| NRHP-Einträge im LaSalle County \| 29 \| \| 50 \| Lake \| NRHP-Einträge im Lake County \| 92 \| \| 51 \| Lawrence \| NRHP-Einträge im Lawrence County \| 1 \| \| 52 \| Lee \| NRHP-Einträge im Lee County \| 10 \| \| 53 \| Livingston \| NRHP-Einträge im Livingston County \| 13 \| \| 54 \| Logan \| NRHP-Einträge im Logan County \| 12 \| \| 55 \| Macon \| NRHP-Einträge im Macon County \| 10 \| \| 56 \| Macoupin \| NRHP-Einträge im Macoupin County \| 8 \| \| 57 \| Madison \| NRHP-Einträge im Madison County \| 37 \| \| 58 \| Marion \| NRHP-Einträge im Marion County \| 8 \| \| 59 \| Marshall \| NRHP-Einträge im Marshall County \| 1 \| \| 60 \| Mason \| NRHP-Einträge im Mason County \| 4 \| \| 61 \| Massac \| NRHP-Einträge im Massac County \| 3 \| \| 62 \| McDonough \| NRHP-Einträge im McDonough County \| 6 \| \| 63 \| McHenry \| NRHP-Einträge im McHenry County \| 12 \| \| 64 \| McLean \| NRHP-Einträge im McLean County \| 31 \| \| 65 \| Menard \| NRHP-Einträge im Menard County \| 5 \| \| 66 \| Mercer \| NRHP-Einträge im Mercer County \| 11 \| \| 67 \| Monroe \| NRHP-Einträge im Monroe County \| 8 \| \| 68 \| Montgomery \| NRHP-Einträge im Montgomery County \| 13 \| \| 69 \| Morgan \| NRHP-Einträge im Morgan County \| 9 \| \| 70 \| Moultrie \| NRHP-Einträge im Moultrie County \| 1 \| \| 71 \| Ogle \| NRHP-Einträge im Ogle County \| 24 \| \| 72 \| Peoria \| NRHP-Einträge im Peoria County \| 30 \| \| 73 \| Perry \| NRHP-Einträge im Perry County \| 2 \| \| 74 \| Piatt \| NRHP-Einträge im Piatt County \| 5 \| \| 75 \| Pike \| NRHP-Einträge im Pike County \| 12 \| \| 76 \| Pope \| NRHP-Einträge im Pope County \| 3 \| \| 77 \| Pulaski \| NRHP-Einträge im Pulaski County \| 4 \| \| 78 \| Putnam \| NRHP-Einträge im Putnam County \| 4 \| \| 79 \| Randolph \| NRHP-Einträge im Randolph County \| 15 \| \| 80 \| Richland \| NRHP-Einträge im Richland County \| 4 \| \| 81 \| Rock Island \| NRHP-Einträge im Rock Island County \| 26 \| \| 82 \| Saline \| NRHP-Einträge im Saline County \| 4 \| \| 83 \| Sangamon \| NRHP-Einträge im Sangamon County \| 60 \| \| 84 \| Schuyler \| NRHP-Einträge im Schuyler County \| 2 \| \| 85 \| Scott \| NRHP-Einträge im Scott County \| 2 \| \| 86 \| Shelby \| NRHP-Einträge im Shelby County \| 6 \| \| 87 \| St. Clair \| NRHP-Einträge im St. Clair County \| 21 \| \| 88 \| Stark \| NRHP-Einträge im Stark County \| 1 \| \| 89 \| Stephenson \| NRHP-Einträge im Stephenson County \| 17 \| \| 90 \| Tazewell \| NRHP-Einträge im Tazewell County \| 16 \| \| 91 \| Union \| NRHP-Einträge im Union County \| 5 \| \| 92 \| Vermilion \| NRHP-Einträge im Vermilion County \| 12 \| \| 93 \| Wabash \| NRHP-Einträge im Wabash County \| 1 \| \| 94 \| Warren \| NRHP-Einträge im Warren County \| 10 \| \| 95 \| Washington \| NRHP-Einträge im Washington County \| 3 \| \| 96 \| Wayne \| NRHP-Einträge im Wayne County \| 2 \| \| 97 \| White \| NRHP-Einträge im White County \| 11 \| \| 98 \| Whiteside \| NRHP-Einträge im Whiteside County \| 11 \| \| 99 \| Will \| NRHP-Einträge im Will County \| 34 \| \| 100 \| Williamson \| NRHP-Einträge im Williamson County \| 4 \| \| 101 \| Winnebago \| NRHP-Einträge im Winnebago County \| 32 \| \| 102 \| Woodford \| NRHP-Einträge im Woodford County \| 8 \| \| Summe \| Summe \| Summe \| 1.755 1 \| 1 Ein oder mehrere Objekte könnten aufgrund ihrer Lage in mehreren Listen eingeordnet sein, weshalb die angegebene Summe ggf. nur als Näherungswert zu betrachten ist. |                                                      |         |
|       | County | Liste der Einträge in das NRHP im County             | Anzahl  |
| 1     | Adams | NRHP-Einträge im Adams County                        | 26      |
| 2     | Alexander | NRHP-Einträge im Alexander County                    | 7       |
| 3     | Bond | NRHP-Einträge im Bond County                         | 2       |
| 4     | Boone | NRHP-Einträge im Boone County                        | 6       |
| 5     | Brown | NRHP-Einträge im Brown County                        | 2       |
| 6     | Bureau | NRHP-Einträge im Bureau County                       | 13      |
| 7     | Calhoun | NRHP-Einträge im Calhoun County                      | 6       |
| 8     | Carroll | NRHP-Einträge im Carroll County                      | 9       |
| 9     | Cass | NRHP-Einträge im Cass County                         | 2       |
| 10    | Champaign | NRHP-Einträge im Champaign County                    | 58      |
| 11    | Christian | NRHP-Einträge im Christian County                    | 5       |
| 12    | Clark | NRHP-Einträge im Clark County                        | 8       |
| 13    | Clay | NRHP-Einträge im Clay County                         | 5       |
| 14    | Clinton | NRHP-Einträge im Clinton County                      | 3       |
| 15    | Coles | NRHP-Einträge im Coles County                        | 20      |
| 16.1  | Cook | NRHP-Einträge im Cook County (Chicago-Zentrum)       | 114     |
| 16.2  | Cook | NRHP-Einträge im Cook County (Chicago-Nord)          | 83      |
| 16.3  | Cook | NRHP-Einträge im Cook County (Chicago-West)          | 57      |
| 16.4  | Cook | NRHP-Einträge im Cook County (Chicago-Süd)           | 80      |
| 16.5  | Cook | NRHP-Einträge im Cook County (außerhalb von Chicago) | 175     |
| 16    | Cook gesamt | NRHP-Einträge im Cook County                         | 509     |
| 17    | Crawford | NRHP-Einträge im Crawford County                     | 7       |
| 18    | Cumberland | NRHP-Einträge im Cumberland County                   | 3       |
| 19    | DeKalb | NRHP-Einträge im DeKalb County                       | 15      |
| 20    | DeWitt | NRHP-Einträge im DeWitt County                       | 2       |
| 21    | Douglas | NRHP-Einträge im Douglas County                      | 2       |
| 22    | DuPage | NRHP-Einträge im DuPage County                       | 40      |
| 23    | Edgar | NRHP-Einträge im Edgar County                        | 8       |
| 24    | Edwards | NRHP-Einträge im Edwards County                      | 1       |
| 25    | Effingham | NRHP-Einträge im Effingham County                    | 2       |
| 26    | Fayette | NRHP-Einträge im Fayette County                      | 4       |
| 27    | Ford | NRHP-Einträge im Ford County                         | 5       |
| 28    | Franklin | NRHP-Einträge im Franklin County                     | 3       |
| 29    | Fulton | NRHP-Einträge im Fulton County                       | 43      |
| 30    | Gallatin | NRHP-Einträge im Gallatin County                     | 7       |
| 31    | Greene | NRHP-Einträge im Greene County                       | 13      |
| 32    | Grundy | NRHP-Einträge im Grundy County                       | 7       |
| 33    | Hamilton | NRHP-Einträge im Hamilton County                     | 4       |
| 34    | Hancock | NRHP-Einträge im Hancock County                      | 9       |
| 35    | Hardin | NRHP-Einträge im Hardin County                       | 5       |
| 36    | Henderson | NRHP-Einträge im Henderson County                    | 4       |
| 37    | Henry | NRHP-Einträge im Henry County                        | 16      |
| 38    | Iroquois | NRHP-Einträge im Iroquois County                     | 5       |
| 39    | Jackson | NRHP-Einträge im Jackson County                      | 17      |
| 40    | Jasper | NRHP-Einträge im Jasper County                       | 1       |
| 41    | Jefferson | NRHP-Einträge im Jefferson County                    | 2       |
| 42    | Jersey | NRHP-Einträge im Jersey County                       | 19      |
| 43    | Jo Daviess | NRHP-Einträge im Jo Daviess County                   | 17      |
| 44    | Johnson | NRHP-Einträge im Johnson County                      | 2       |
| 45    | Kane | NRHP-Einträge im Kane County                         | 67      |
| 46    | Kankakee | NRHP-Einträge im Kankakee County                     | 13      |
| 47    | Kendall | NRHP-Einträge im Kendall County                      | 9       |
| 48    | Knox | NRHP-Einträge im Knox County                         | 7       |
| 49    | LaSalle | NRHP-Einträge im LaSalle County                      | 29      |
| 50    | Lake | NRHP-Einträge im Lake County                         | 92      |
| 51    | Lawrence | NRHP-Einträge im Lawrence County                     | 1       |
| 52    | Lee | NRHP-Einträge im Lee County                          | 10      |
| 53    | Livingston | NRHP-Einträge im Livingston County                   | 13      |
| 54    | Logan | NRHP-Einträge im Logan County                        | 12      |
| 55    | Macon | NRHP-Einträge im Macon County                        | 10      |
| 56    | Macoupin | NRHP-Einträge im Macoupin County                     | 8       |
| 57    | Madison | NRHP-Einträge im Madison County                      | 37      |
| 58    | Marion | NRHP-Einträge im Marion County                       | 8       |
| 59    | Marshall | NRHP-Einträge im Marshall County                     | 1       |
| 60    | Mason | NRHP-Einträge im Mason County                        | 4       |
| 61    | Massac | NRHP-Einträge im Massac County                       | 3       |
| 62    | McDonough | NRHP-Einträge im McDonough County                    | 6       |
| 63    | McHenry | NRHP-Einträge im McHenry County                      | 12      |
| 64    | McLean | NRHP-Einträge im McLean County                       | 31      |
| 65    | Menard | NRHP-Einträge im Menard County                       | 5       |
| 66    | Mercer | NRHP-Einträge im Mercer County                       | 11      |
| 67    | Monroe | NRHP-Einträge im Monroe County                       | 8       |
| 68    | Montgomery | NRHP-Einträge im Montgomery County                   | 13      |
| 69    | Morgan | NRHP-Einträge im Morgan County                       | 9       |
| 70    | Moultrie | NRHP-Einträge im Moultrie County                     | 1       |
| 71    | Ogle | NRHP-Einträge im Ogle County                         | 24      |
| 72    | Peoria | NRHP-Einträge im Peoria County                       | 30      |
| 73    | Perry | NRHP-Einträge im Perry County                        | 2       |
| 74    | Piatt | NRHP-Einträge im Piatt County                        | 5       |
| 75    | Pike | NRHP-Einträge im Pike County                         | 12      |
| 76    | Pope | NRHP-Einträge im Pope County                         | 3       |
| 77    | Pulaski | NRHP-Einträge im Pulaski County                      | 4       |
| 78    | Putnam | NRHP-Einträge im Putnam County                       | 4       |
| 79    | Randolph | NRHP-Einträge im Randolph County                     | 15      |
| 80    | Richland | NRHP-Einträge im Richland County                     | 4       |
| 81    | Rock Island | NRHP-Einträge im Rock Island County                  | 26      |
| 82    | Saline | NRHP-Einträge im Saline County                       | 4       |
| 83    | Sangamon | NRHP-Einträge im Sangamon County                     | 60      |
| 84    | Schuyler | NRHP-Einträge im Schuyler County                     | 2       |
| 85    | Scott | NRHP-Einträge im Scott County                        | 2       |
| 86    | Shelby | NRHP-Einträge im Shelby County                       | 6       |
| 87    | St. Clair | NRHP-Einträge im St. Clair County                    | 21      |
| 88    | Stark | NRHP-Einträge im Stark County                        | 1       |
| 89    | Stephenson | NRHP-Einträge im Stephenson County                   | 17      |
| 90    | Tazewell | NRHP-Einträge im Tazewell County                     | 16      |
| 91    | Union | NRHP-Einträge im Union County                        | 5       |
| 92    | Vermilion | NRHP-Einträge im Vermilion County                    | 12      |
| 93    | Wabash | NRHP-Einträge im Wabash County                       | 1       |
| 94    | Warren | NRHP-Einträge im Warren County                       | 10      |
| 95    | Washington | NRHP-Einträge im Washington County                   | 3       |
| 96    | Wayne | NRHP-Einträge im Wayne County                        | 2       |
| 97    | White | NRHP-Einträge im White County                        | 11      |
| 98    | Whiteside | NRHP-Einträge im Whiteside County                    | 11      |
| 99    | Will | NRHP-Einträge im Will County                         | 34      |
| 100   | Williamson | NRHP-Einträge im Williamson County                   | 4       |
| 101   | Winnebago | NRHP-Einträge im Winnebago County                    | 32      |
| 102   | Woodford | NRHP-Einträge im Woodford County                     | 8       |
| Summe | Summe | Summe                                                | 1.755 1 |